# Mátészalkai zsinagóga
A mátészalkai zsinagóga 1857-ben épült, a 18. század végétől a településre érkezett zsidó családok megerősödése jeleként. A második világháború után, a holokauszt nyomán a mátészalkai zsidóság gyakorlatilag eltűnt, a túlélők a diaszpórát választották, így a zsinagógát többé nem használták.

## Leírása
Az épület bejárata felett héber nyelvű felirat szerepel, magyarul: „Ez a kapu az Örökkévalóé, igazak mennek be rajta”. A kapu feletti timpanonon három félköríves ablak, a főpárkány felett hármas attika látható. A középső félköríves mező közepén Dávid-csillag, körülötte héber felirat.
A belső térben az U alakú karzatot hat faragott fejezetű oszlop tartja. A frigyszekrény megmaradt részeit Jeruzsálembe szállították. 
A hátsó hosszú udvarban régen több épület volt, tanácsterem, rabbilakás, kántorlakás, vágoda. Közülük csak a villaszerű rabbiház maradványai láthatóak. Itt gyűltek össze imára a haszid hívők, a földszinten sütötték a pászkát, 1944 után itt volt a rituális fürdő, a mikve.
Az üldöztetés során meghalt ezerhétszáz mátészalkai illetőségű zsidó embernek emléktáblát helyeztek el a bejárat belső oldalára.
Tony Curtis, akinek a családja Mátészalkáról származott, itteni látogatása során hozzájárulást adományozott a zsinagóga külső felújításához. Az épület külső falán márványtábla őrzi Adolf Zukor emlékét is, aki 1881-85 között Mátészalkán élt.
A zsinagógának egyelőre (2021) csak a külsejét újították fel. A belső rész megtekintéséhez a szemközti Szatmári Múzeumban kell elkérni a kulcsot.

## A zsinagóga belseje

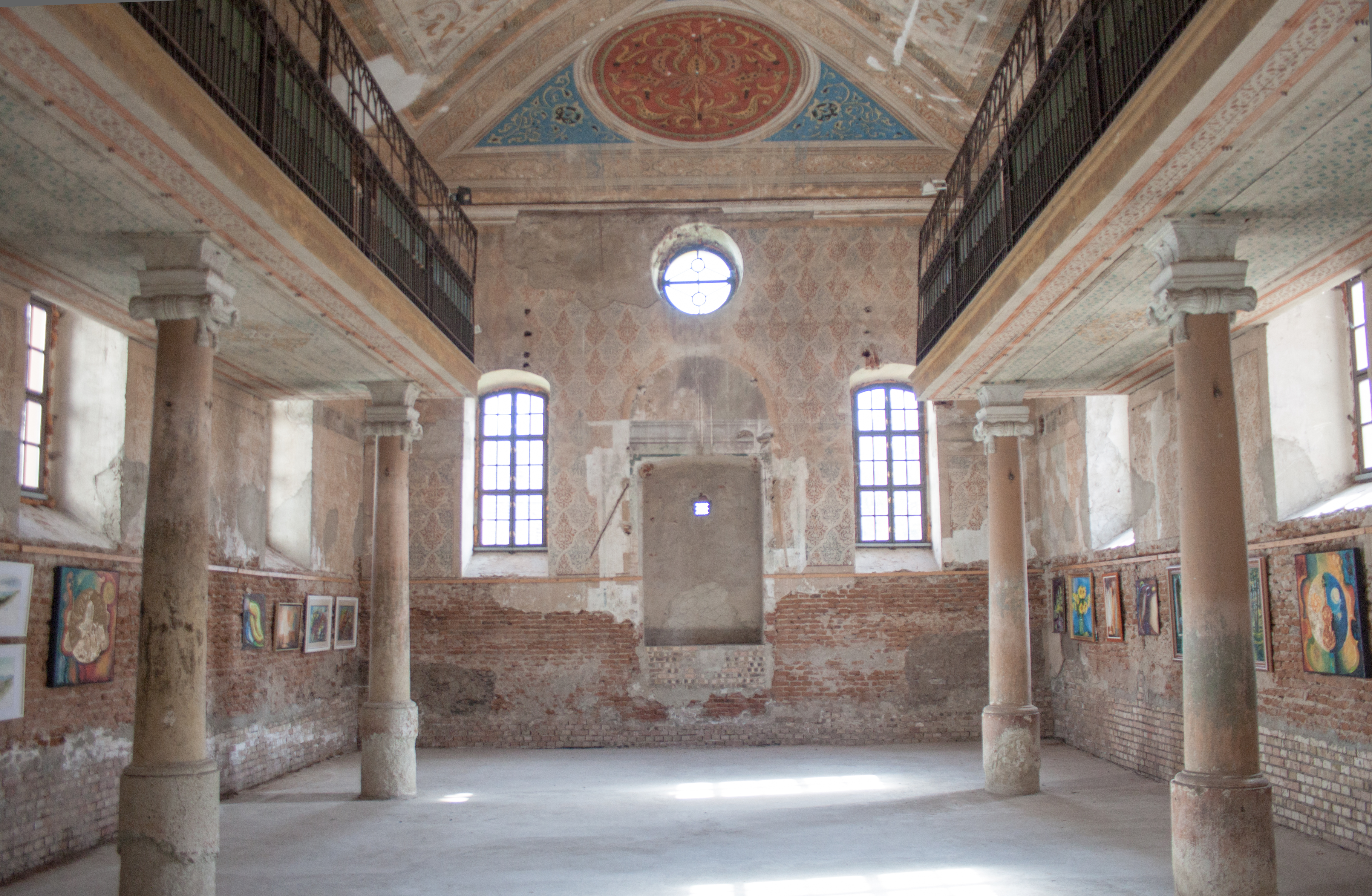
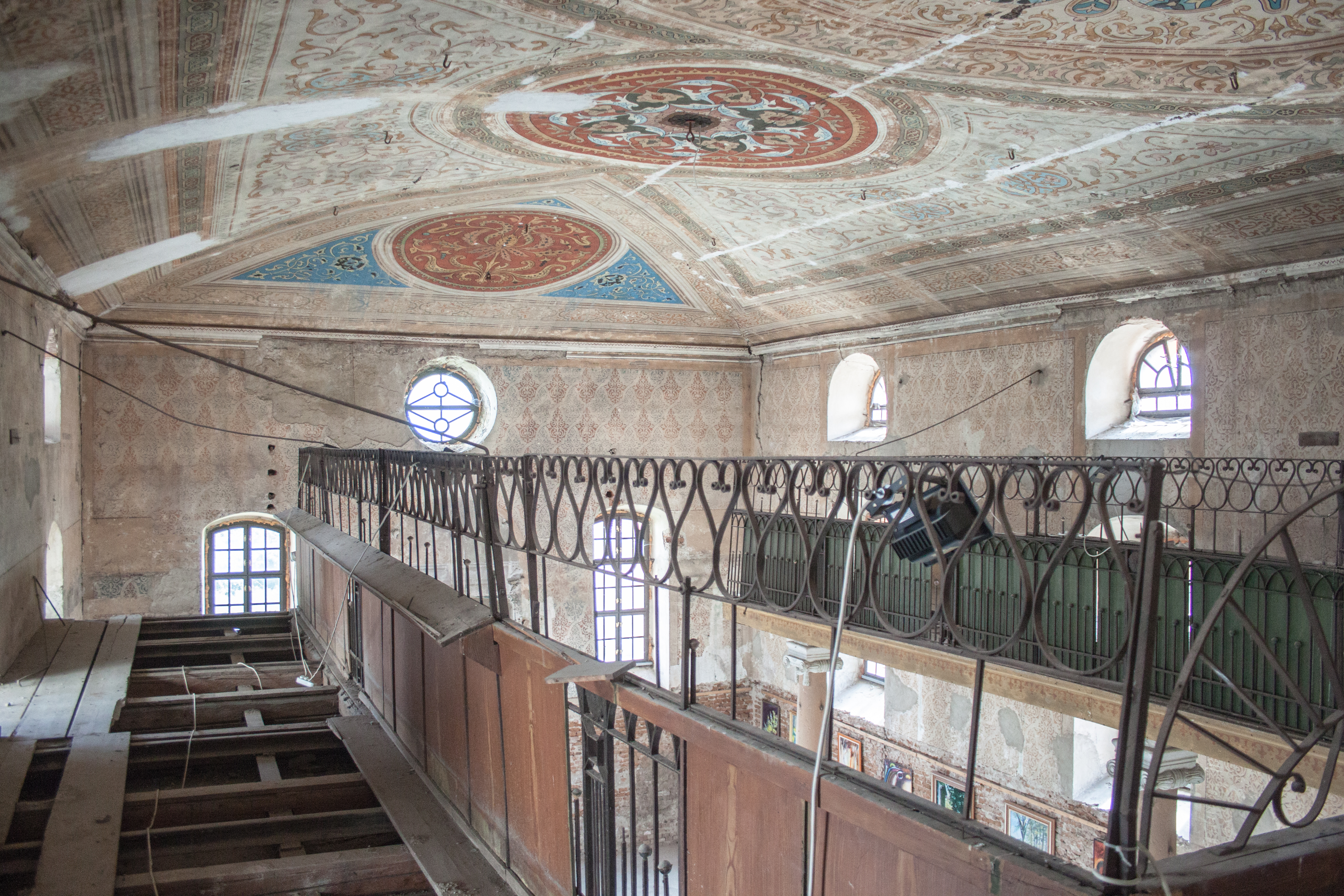
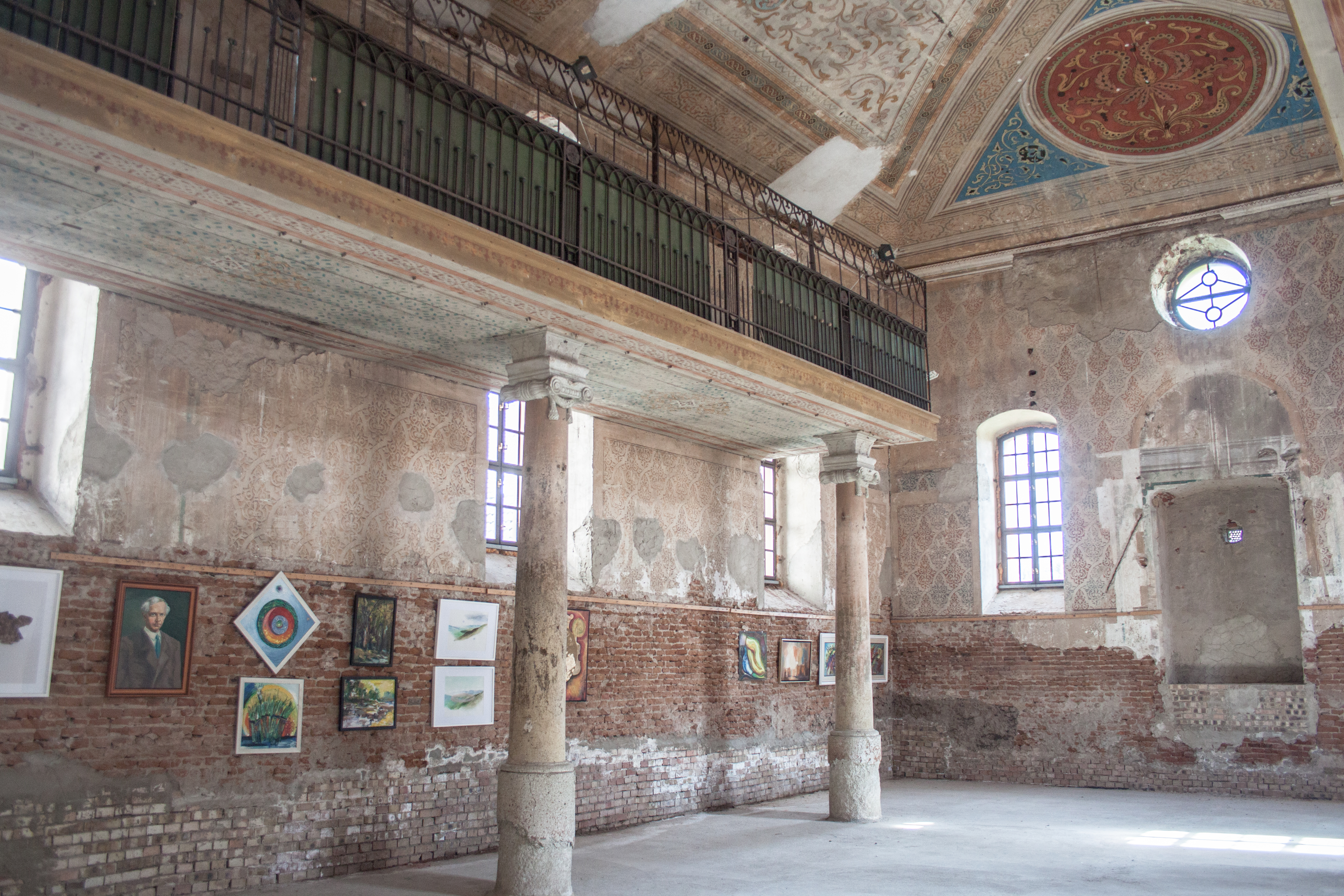

## Emléktáblák a zsinagógában

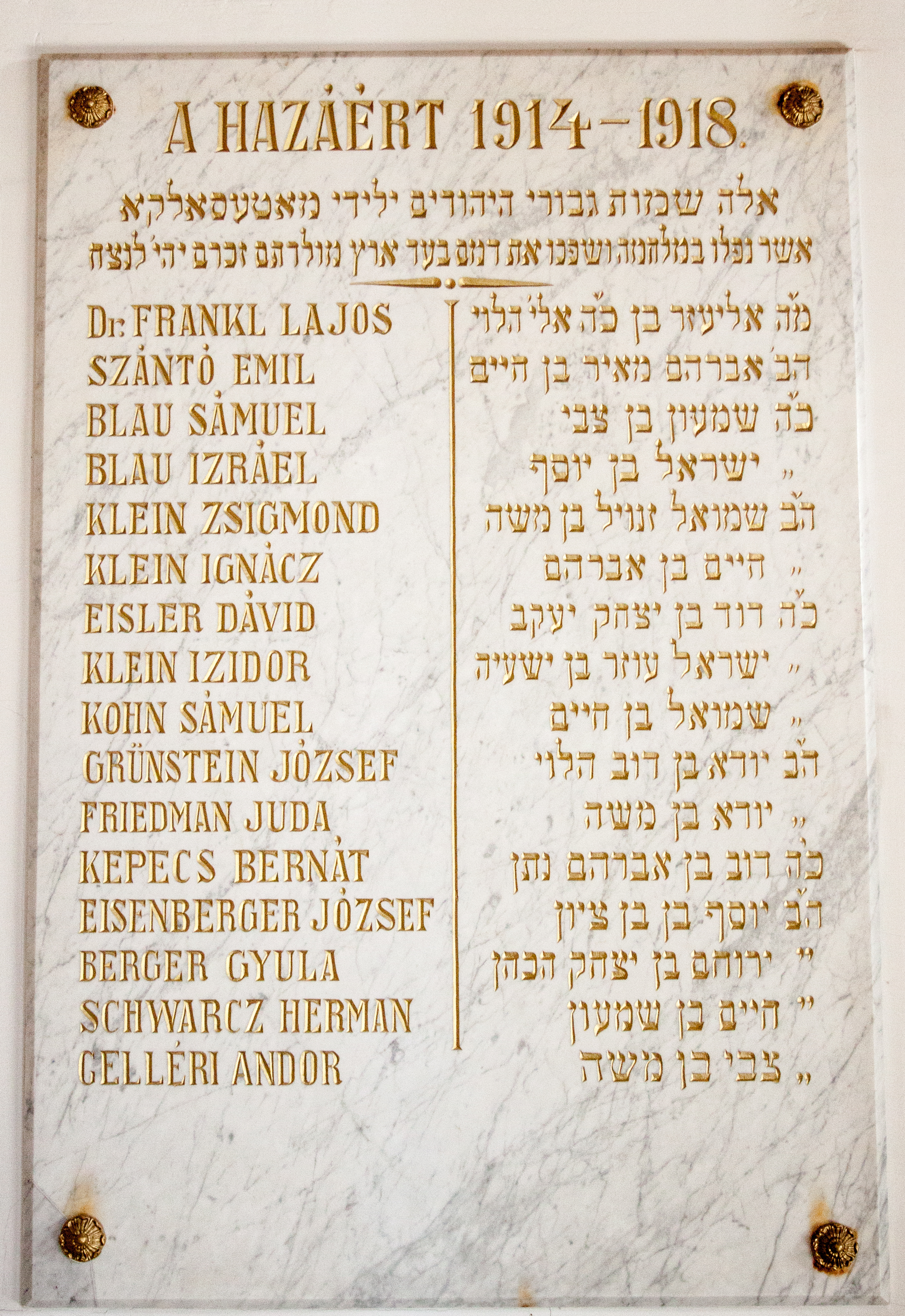
Az első világháború magyar zsidó hősi halottai Mátészalkáról
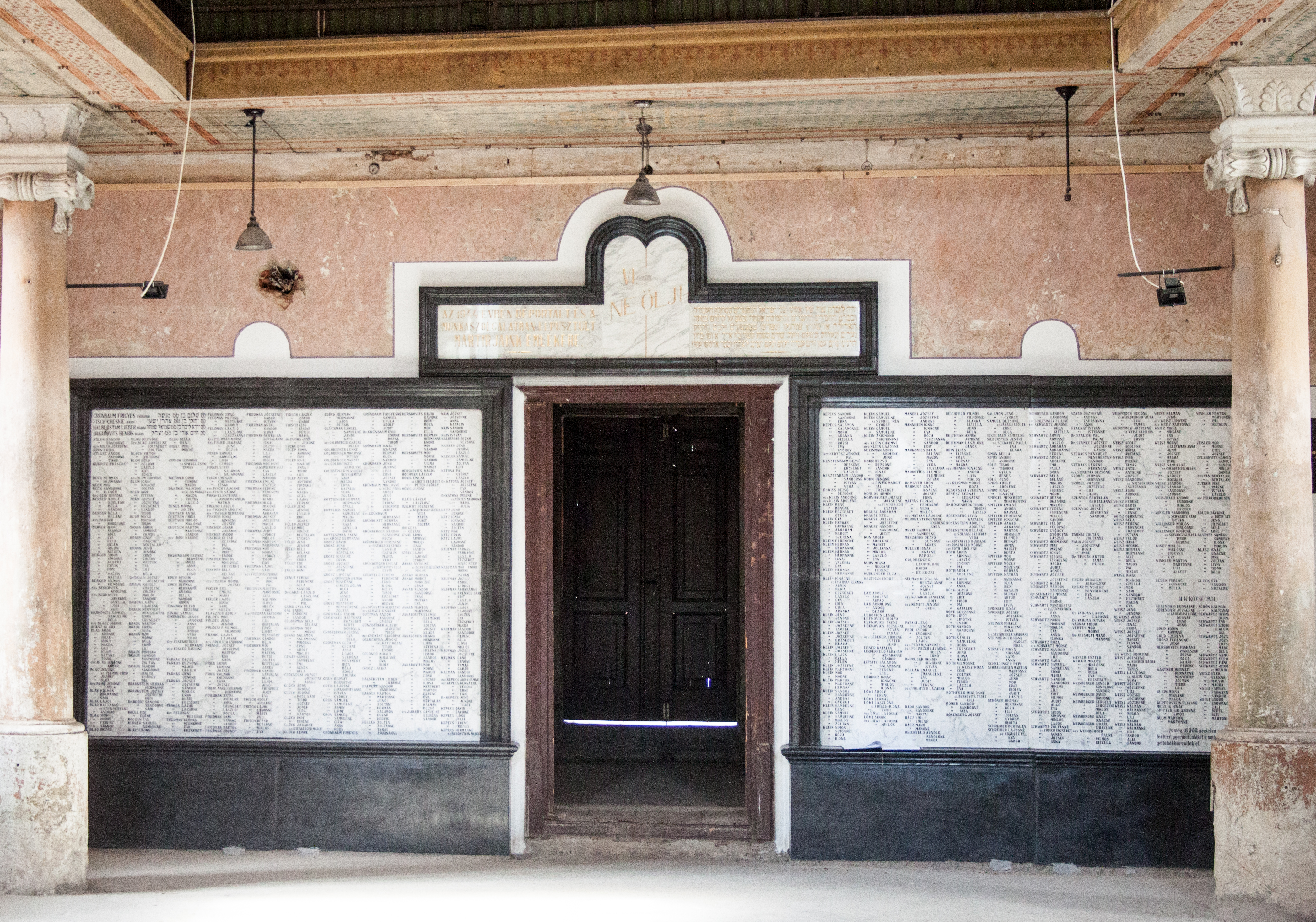
A holokauszt mátészalkai áldozatai
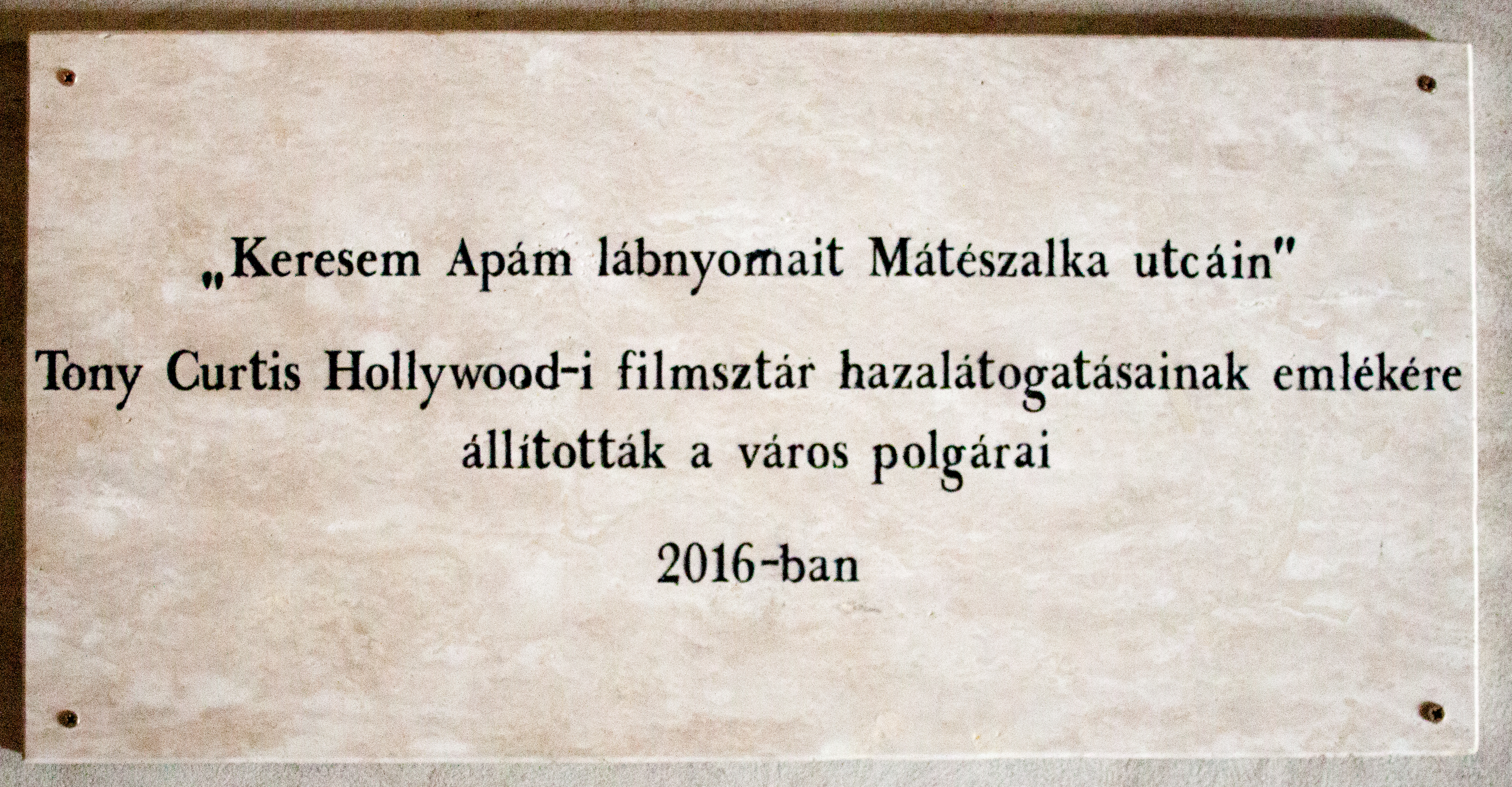
Tony Curtis látogatásának emléktáblája a zsinagógában